# Хиккадува
Хиккадува (тамил. கிக்கடுவை, искаж. Sipkaduwa «ракушечные / коралловые джунгли») — небольшой город на южном побережье Шри-Ланки, расположенный в Южной провинции, в 17 километрах к северо-западу от Галле.

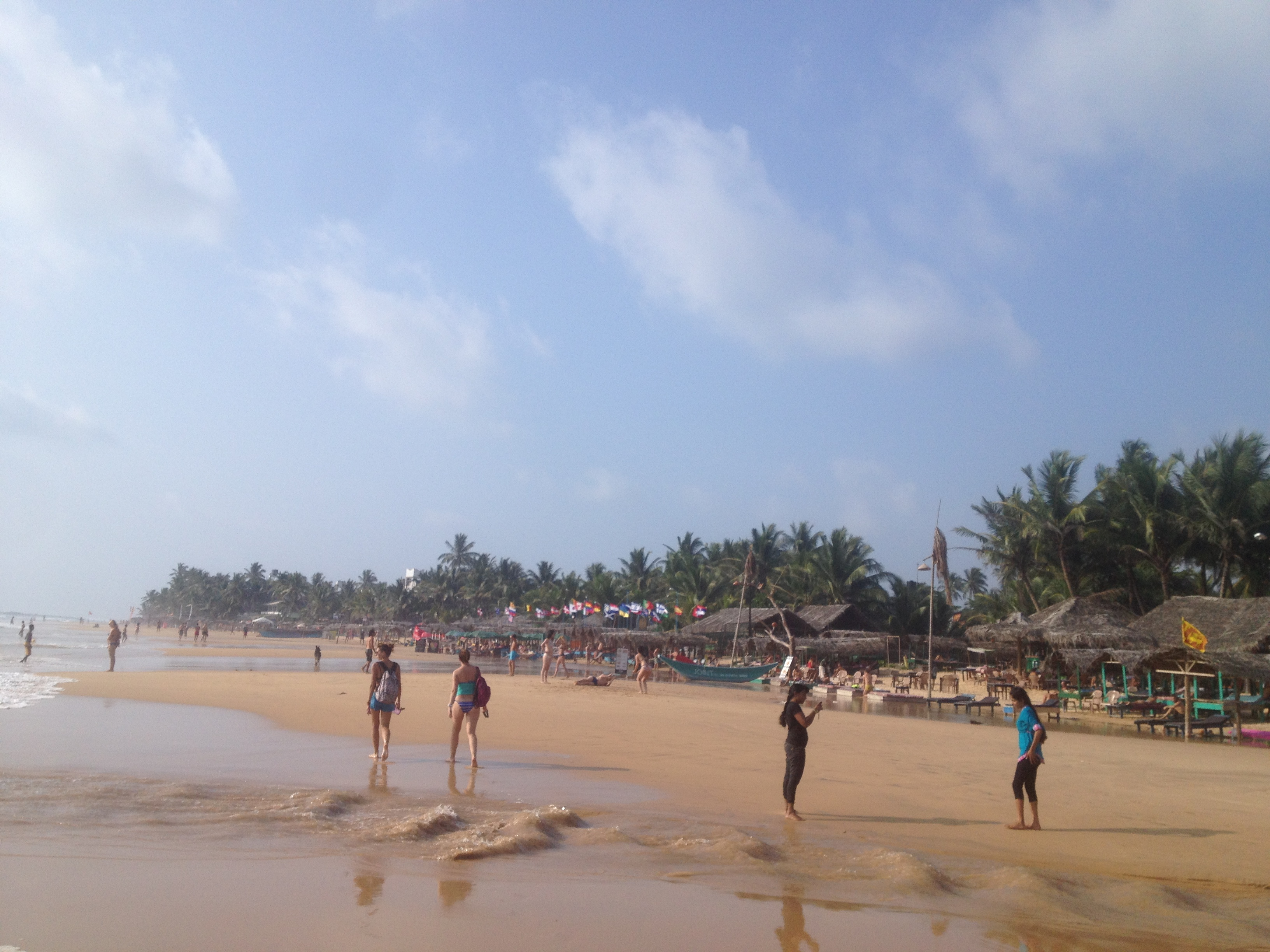

## О городе
Расположенный в районе Галле, Хиккадува разделен на три основных района (с севера на юг): город Шри-Ланки, затем очень оживленный туристический район, затем престижный район Тиранагама.
Проходящая через Хиккадуву по большей части параллельно берегу дорога из Галле в Коломбо с её интенсивным движением, пляж и ночная жизнь делают город популярным туристическим местом. Город был показан в одном из эпизодов шоу «No reservations» Энтони Бурдена как популярное место для сёрфинга. Пляж Хиккадувы, расположенный на юге острова, занимает заслуженное место в десятке лучших пляжей страны.

## Последствия цунами
Хиккадува пострадала от цунами, вызванного землетрясением в Индийском океане 2004 года. При въезде в город стоит монумент памяти тех дней, также в день памяти вокруг него местное население повязывают на деревья белые ленточки (цвет скорби). Семьям, которые потеряли всё во время цунами, в рамках операций по оказанию помощи были выданы швейные машинки. В результате в городе появилось множество портных, которые шьют на заказ рубашки, брюки и шорты.